# La Bloutière
La Bloutière é uma comuna francesa na região administrativa da Normandia, no departamento Mancha. Estende-se por uma área de 9,3 km². Em 2010 a comuna tinha 440 habitantes (densidade: 47,3 hab./km²).